# Elezioni parlamentari in Giappone del 1960
Le elezioni parlamentari in Giappone del 1960 si tennero il 20 novembre per il rinnovo della Camera dei rappresentanti. In seguito all'esito elettorale, Hayato Ikeda, esponente del Partito Liberal Democratico, fu confermato Primo ministro.

## Risultati
| Liste                          | Voti       | %     | Seggi |
| ------------------------------ | ---------- | ----- | ----- |
| Partito Liberal Democratico    | 22 740 272 | 57,56 | 296   |
| Partito Socialista Giapponese  | 10 887 134 | 27,56 | 145   |
| Partito Democratico Socialista | 3 464 148  | 8,77  | 17    |
| Partito Comunista Giapponese   | 1 156 723  | 2,93  | 3     |
| Altri                          | 141 941    | 0,36  | 1     |
| Indipendenti                   | 1 118 905  | 2,83  | 5     |
| Totale                         | 39 509 123 | 100   | 467   |